# Nisís Peloúzon
Nisís Peloúzon är en ö i Grekland.   Den ligger i prefekturen Nomós Zakýnthou och regionen Joniska öarna, i den sydvästra delen av landet, 250 km väster om huvudstaden Aten. Arean är 0,25 kvadratkilometer.
Terrängen på Nisís Peloúzon är lite kuperad. Öns högsta punkt är 62 meter över havet. Den sträcker sig 0,5 kilometer i nord-sydlig riktning, och 0,8 kilometer i öst-västlig riktning.